# Шпороносная черепаха
Шпороносная черепаха (лат. Centrochelys sulcata) — вид сухопутных черепах, единственный ныне живущий вид рода Centrochelys. Крупнейшая из африканских наземных черепах и третья по величине в мире, после слоновой и гигантской черепах.

## Описание

### Внешний вид
Крупная черепаха, длина её панциря доходит до 83 см, масса тела до 105 кг. На передних лапах по 5 когтей. Своё название получила за крупные бедренные шпоры (по 2—3 шпоры на каждой задней лапе). Окрас шпороносной черепахи однотонный, буровато-жёлтый.
Новорожденные черепашата имеют удлинённый панцирь длиной 4—5 см и массу примерно 30 г.

### Распространение и среда обитания
Ареал шпороносной черепахи охватывает центральную Африку от Сенегала до Эфиопии.
Населяет в основном саванны и пустыни.

### Поведение
От летней жары и холодных зимних ночей шпороносные черепахи защищаются, зарываясь в рыхлую землю, но в спячку не впадают.

### Питание
Растительноядна, но изредка употребляет белковую пищу животного происхождения. В неволе шпороносные черепахи питаются различными овощами, фруктами, травой и сеном. Могут долго обходиться без воды, но охотно пьют её, когда есть возможность.

### Размножение
Половая зрелость у шпороносных черепах наступает при длине панциря 35—40 см. Спариваются они в течение всего года, но откладка яиц проходит только в июле—августе. Самцы устраивают ожесточённые схватки за самок. Такие бои могут даже оканчиваться гибелью одного из соперников (если он будет перевёрнут на спину, а вернуться в нормальное положение не сможет). В кладке бывает от 17 до 31 яйца. Инкубация при температуре 30—32°С длится 99—103 дня. Растут шпороносные черепахи очень быстро, всего за 10—20 лет они достигают весьма крупных размеров. Продолжительность жизни может превышать 70 лет.

## Шпороносная черепаха и человек
Численность шпороносных черепах в природе снижается из-за разрушения людьми мест обитания и интенсивной добычи этого вида. Как домашних животных шпороносных черепах содержат в террариумах с низкой влажностью воздуха. Температура — 28—30°С днём и 20—22°С ночью. В террариуме или загоне должен быть неглубокий водоём, с уровнем воды не выше половины высоты панциря самой мелкой черепахи. В неволе охотно размножаются.
Молодь нужно кормить ежедневно, удаляя несъеденный корм. Обязательно купать 2 раза в неделю по 15 минут в небольшом количестве воды температурой 25°С.